# Alfa de la Taula
Alfa de la Taula (α Mensae) és l'estrella més brillant de la constel·lació de la Taula. És una estrella nana de la seqüència principal només lleugerament més petita i freda que el Sol. Aquesta estrella té una relativament alta propulsió pròpia i està situada a uns 33 anys llum. Amb una magnitud de 5,09, l'Alfa de la Taula és la lucida (estrella més brillant d'una constel·lació) de tot el cel.